# Romazuri
A Romazuri (eredeti cím: À bras ouverts) 2017-ben bemutatott francia-belga filmvígjáték. A filmet Philippe de Chauveron rendezte, a főszerepben Christian Clavier látható.
Franciaországban 2017. április 5-én mutatták be, Magyarországon pedig 2017. június 8-án.

## Cselekmény
Jean-Étienne Fougerole új könyve, a Tárt karok nemrég jelent meg, de egyáltalán nem úgy fogy, ahogy számítottak rá. Az író meghívást kap egy tévés vitaműsorban, ahol egy fiatal és pimasz író kritizálja az írót és a könyvét, majd felveti neki, hogy csak beszél az önzetlenségről, de soha nem mutat példát. Végül kimondatja vele, hogy ha arról lenne szó, szívesen befogadna romákat a saját házába is akár...
Még aznap este be is állít egy kilencfős roma család Fougerole otthona elé. Mikor megpróbál megszabadulni tőlük, a feldühödött család a tv-vel fenyegetőzik, hogy elmondják mindenkinek, hogy milyen méltatlanul bántak velük. Kénytelen őket beengedni először a kertjébe, majd az otthonába is.

## Szereplők
- Juliette Berthon: Tupuk
- Christian Clavier: Jean-Étienne Fougerole
- Ary Abittan: Babik
- Elsa Zylberstein: Daphné Fougerole
- Cyril Lecomte: Erwan Berruto
- Nanou Garcia: Isabelle Cheroy
- Oscar Berthe: Lionel Fougerole, fils de Jean-Étienne
- Marc Arnaud: Clément Barzach
- Sofiia Manousha: Fidélia Martinez